# Justin Reiter
Justin Reiter (* 2. Februar 1981 in Truckee) ist ein ehemaliger US-amerikanischer Snowboarder. Er startete in den Paralleldisziplinen.

## Werdegang
Reiter nahm von 1997 bis 2017 an Wettbewerben der FIS teil. Dabei trat er ab 2001 am Nor Am Cup an, bei den er 16 Rennen gewann und in der Saison 2012/13 den ersten Platz in der Parallelgesamtwertung belegte. Sein erstes Weltcuprennen fuhr er im März 2003 in Arosa, welches er auf dem 41. Platz im Parallel-Riesenslalom beendete. Bei den Snowboard-Weltmeisterschaften 2005 in Whistler errang er den 15. Platz im Parallelslalom und den zehnten Rang im Parallel-Riesenslalom. Im März 2005 erreichte er in Sierra Nevada mit dem neunten Rang im Parallelslalom seine erste Top-Zehn-Platzierung im Weltcup. Bei den Snowboard-Weltmeisterschaften 2007 in Arosa kam er auf den 13. Platz im Parallelslalom und den 11. Rang im Parallel-Riesenslalom. Im März 2008 erreichte er in Valmalenco mit dem dritten Platz im Parallel-Riesenslalom seine erste Weltcuppodestplatzierung. Bei den Snowboard-Weltmeisterschaften 2013 in Stoneham gewann er Silber im Parallelslalom. Im Parallel-Riesenslalom belegte er den 11. Rang. Im Februar 2014 kam er in Sudelfeld auf den dritten Platz im Parallel-Riesenslalom. Im selben Monat errang er bei seiner ersten Olympiateilnahme 2014 in Sotschi den 24. Platz im Parallel-Riesenslalom. Bei den Snowboard-Weltmeisterschaften 2015 am Kreischberg belegte er den 28. Platz im Parallel-Riesenslalom und den 14. Platz im Parallelslalom. Anfang März 2015 erreichte er in Asahikawa den zweiten Platz im Parallelslalom. Eine Woche später holte er in Moskau im Parallelslalom seinen ersten Weltcupsieg und beendete die Saison auf dem vierten Platz in der Parallelslalomwertung und auf dem dritten Platz in der Parallelgesamtwertung. Bei den Snowboard-Weltmeisterschaften 2017 in Sierra Nevada kam er auf den 34. Platz im Parallelslalom und auf den zehnten Rang im Parallel-Riesenslalom.
Reiter nahm an 100 Weltcuprennen teil und erreichte 17-mal eine Platzierung unter den ersten zehn.

## Teilnahmen an Weltmeisterschaften und Olympischen Winterspielen

### Olympische Winterspiele
- 2014 Sotschi: 6. Platz Parallelslalom, 24. Platz Parallel-Riesenslalom

### Snowboard-Weltmeisterschaften
- 2005 Whistler: 10. Platz Parallel-Riesenslalom, 15. Platz Parallelslalom
- 2007 Arosa: 11. Platz Parallel-Riesenslalom, 13. Platz Parallelslalom
- 2013 Stoneham: 2. Platz Parallelslalom, 11. Platz Parallel-Riesenslalom
- 2015 Kreischberg: 14. Platz Parallelslalom, 28. Platz Parallel-Riesenslalom
- 2017 Sierra Nevada: 10. Platz Parallel-Riesenslalom, 34. Platz Parallelslalom

## Weltcup-Gesamtplatzierungen
| Saison  | Parallel | Parallel | Parallel-Riesenslalom | Parallel-Riesenslalom | Parallelslalom | Parallelslalom |
| Saison  | Punkte   | Platz    | Punkte                | Platz                 | Punkte         | Platz          |
| ------- | -------- | -------- | --------------------- | --------------------- | -------------- | -------------- |
| 2002/03 | 18       | 85.      | -                     | -                     | -              | -              |
| 2003/04 | 66       | 68.      | -                     | -                     | -              | -              |
| 2004/05 | 1085     | 26.      | -                     | -                     | -              | -              |
| 2005/06 | 628      | 35.      | -                     | -                     | -              | -              |
| 2006/07 | 1716     | 20.      | -                     | -                     | -              | -              |
| 2007/08 | 1849     | 20.      | -                     | -                     | -              | -              |
| 2008/09 | 360      | 37.      | -                     | -                     | -              | -              |
| 2009/10 | 1191     | 23.      | -                     | -                     | -              | -              |
| 2010/11 | -        | -        | -                     | -                     | -              | -              |
| 2011/12 | 885      | 28.      | -                     | -                     | -              | -              |
| 2012/13 | 1860     | 11.      | 850                   | 19.                   | 1200           | 6.             |
| 2013/14 | 1145     | 14.      | 745                   | 8.                    | 400            | 19.            |
| 2014/15 | 3680     | 3.       | 1310                  | 8.                    | 2370           | 4.             |
| 2015/16 | 508      | 29.      | 370                   | 21.                   | 138            | 37.            |
| 2016/17 | 217,4    | 47.      | 130,7                 | 45.                   | 86,7           | 40.            |